# Juanma (DJ)
Pour les articles homonymes, voir Juanma.
Juanma, parfois stylisé JuanMa, anciennement DJ Juanma, de son vrai nom Juan Manuel Almiñana, est un producteur et disc jockey espagnol de mainstream hardcore. Longtemps associé à Javi Boss et au label Central Rock Records depuis le début des années 2000, Juanma monte en notoriété après avoir signé avec Hardcore Blasters dans les années 2010.

## Biographie
Juan Manuel lance sa carrière musicale professionnelle en 1993. Dans les années 2000, Juanma est directeur d'un magasin de musique en Espagne appelé AudionRecords, où les fans peuvent trouver les vinyles publiés depuis Central Rock Records et à Arsenal Records.
Dans les années 2010, Juanma signe chez le label Hardcore Blasters. Il forme en parallèle le groupe Dirty Bastards aux côtés de Hellsystem et Rayden, avec lequel il jouera dans des festivals comme Dominator. En août 2015, il participe avec Javi Boss au Medusa Sunbeach Festival.